# 山澤倶和
山澤 倶和（やまざわ ともかず、1947年11月26日 - ）は、日本の経営者。福井県出身。現在は、大阪経済大学理事長（2023年7月～）

## 経歴
1971年に早稲田大学法学部を卒業し、同年に京阪神急行電鉄(のちの阪急電鉄)に入社。
2000年6月に取締役に就任し、2002年4月に第一阪急ホテル社長に就任し、2005年4月に阪急ホテルマネジメント社長に就任し、2008年4月に阪急阪神ホテルズ社長に就任し、2012年には会長に就任した。
2012年6月から2016年6月までに阪神高速道路社長を務め、池田泉州銀行取締役も務めた。